# Koněprusy
Koněprusy település Csehországban, a Berouni járásban. Koněprusy Tmaň, Tetín, Suchomasty, Králův Dvůr, Měňany és Beroun településekkel határos. Lakosainak száma 257 fő (2024. január 1.).

## Népesség
A település lakosságának változását az alábbi diagram mutatja:
| Lakosok száma | 314  | 344  | 439  | 306  | 239  | 184  | 246  | 248  | 249  | 257  |
|               | 1869 | 1890 | 1921 | 1950 | 1980 | 2001 | 2017 | 2019 | 2022 | 2024 |